# Montedoro

Ubicació de Montedoro dins de la província

Montedoro (sicilià Muntidoru) és un municipi italià, dins de la província de Caltanissetta. L'any 2007 tenia 1.706 habitants. Limita amb els municipis de Bompensiere, Canicattì (AG), Mussomeli, Racalmuto (AG) i Serradifalco.

## Administració
| Període | Identitat        | Partit        |
| ------- | ---------------- | ------------- |
| 2008-   | Federico Messana | Llista cívica |

## Agermanaments
- Saint-Nicolas (Lieja)
- Vaulx-en-Velin (Roine-Alps)